# Ectoconus
L'ectocono (gen. Ectoconus) è un mammifero estinto, appartenente ai periptichidi. Visse nel Paleocene inferiore (circa 65 - 62 milioni di anni fa) e i suoi resti sono stati ritrovati in Nordamerica. 

## Descrizione
Della statura di un montone, questo animale era uno dei più grandi mammiferi della sua epoca. Il corpo, esclusa, la lunga coda, doveva superare il metro di lunghezza, e la lunghezza totale dell'animale poteva sfiorare i due metri. Si suppone che il peso di Ectoconus fosse di circa 100 chilogrammi. L'aspetto del corpo era vagamente simile a quello di un oritteropo, ma senza avere le specializzazioni adatte a scavare e a nutrirsi di insetti: il corpo era robusto ma non eccessivamente massiccio, mentre la testa terminava in un muso forte e corto. Le zampe, robuste e relativamente lunghe, erano munite di cinque artigli simili a zoccoli, una caratteristica primitiva. Altra caratteristica primitiva era data dalla coda, lunga quasi quanto il resto del corpo e decisamente pesante, che veniva con tutta probabilità trascinata sul terreno. In generale, lo scheletro presentava numerose somiglianze con quello degli arctocionidi, ma erano presenti varie differenze soprattutto nella dentatura e nella struttura dei piedi. Ectoconus era probabilmente un animale semi-plantigrado.

### Cranio
Il cranio era lungo una ventina di centimetri, con un muso massiccio e piuttosto corto. Le arcate zigomatiche erano elevate, ed era presente un'alta cresta sagittale sulla volta cranica; quest'ultima era molto piccola. Contrariamente ad altri "condilartri" come Phenacodus, le ossa nasali erano allungate e arrivavano fino al livello più anteriore degli incisivi. Il margine anteriore dell'orbita (molto aperta posteriormente) era più o meno all'altezza del primo molare superiore. Gli incisivi erano di taglia media, a forma di canini appuntiti e di taglia crescente dal primo al terzo. I canini erano dritti, quasi verticali; il canino superiore era piuttosto sviluppato, mentre quello inferiore era più ridotto. Tra i canini e i premolari era presente un diastema. I premolari erano relativamente piccoli, mentre i molari superiori erano dotati di cuspidi marginali e conuli molto sviluppati; erano inoltre presenti stili esterni. 

### Scheletro postcranico
Le vertebre cervicali erano corte e larghe; le apofisi spinose delle vertebre dorsali erano molto simili a quelle dell'oritteropo. La scapola era molto appiattita, di forma quasi quadrangolare. Era inoltre presente una clavicola robusta. L'omero era dotato di una testa ingrandita e di un entepicondilo molto sviluppato, come anche le creste. La forma di omero, ulna e radio ricordano quelli di Arctocyon. L'ulna era particolarmente robusta, larga e piatta. Il bacino è poco conosciuto. Il femore era più lungo e meno tozzo di quello dell'oritteropo. Il terzo trocantere era molto sviluppato, e l'articolazione distale era molto stretta e convessa. Tibia e perone erano di foggia primitiva, ben separati fra loro: la tibia era dotata di una faccetta articolare semplice, senza troclea per l'astragalo. Mano e piede erano a cinque dita, con carpo e tarso a struttura alternata. I metapodi erano molto corti, le falangi corte e piatte; le falangi ungueali erano strette, fessurate e munite probabilmente di unghie simili a quelle dei tapiri. L'astragalo possedeva un collo corto, una piccola faccetta articolare per il cuboide e una testa convessa anteroposteriormente e appiattita trasversalmente; erano presenti due faccette quasi ad angolo retto, entrambe per lo scafoide, ed era presente un forame. 
Ectoconus era molto simile a Periptychus, dal quale si differenziava per alcune caratteristiche, tra cui molari dotati di smalto meno piegato e un ectoflesso ben sviluppato; i molari superiori e inferiori erano più bunodonti di quelli di Periptychus, in particolare i superiori (dotati di un numero di cuspidi fino a nove).

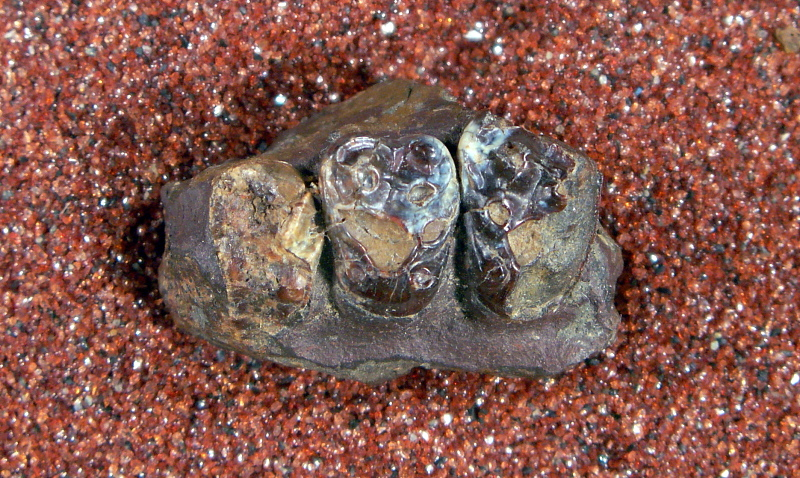
Denti di Ectoconus symbolus

## Classificazione
L'ectocono appartiene alla famiglia dei periptichidi (Periptychidae), un gruppo di mammiferi arcaici un tempo classificati tra i condilartri (Condylarthra), che prosperarono nel Nordamerica durante il Paleocene e le cui dimensioni variavano da quelle di uno scoiattolo (ad es. Anisonchus) a quelle di un grosso montone (come Ectoconus, appunto). La specie tipo è Ectoconus ditrigonus, i cui primi fossili vennero scoperti nel Nuovo Messico e che venne descritto per la prima volta da Edward Drinker Cope nel 1882, con il nome di Conoryctes ditrigonus. Lo stesso Cope, due anni dopo, istituì per questa specie il genere Ectoconus.

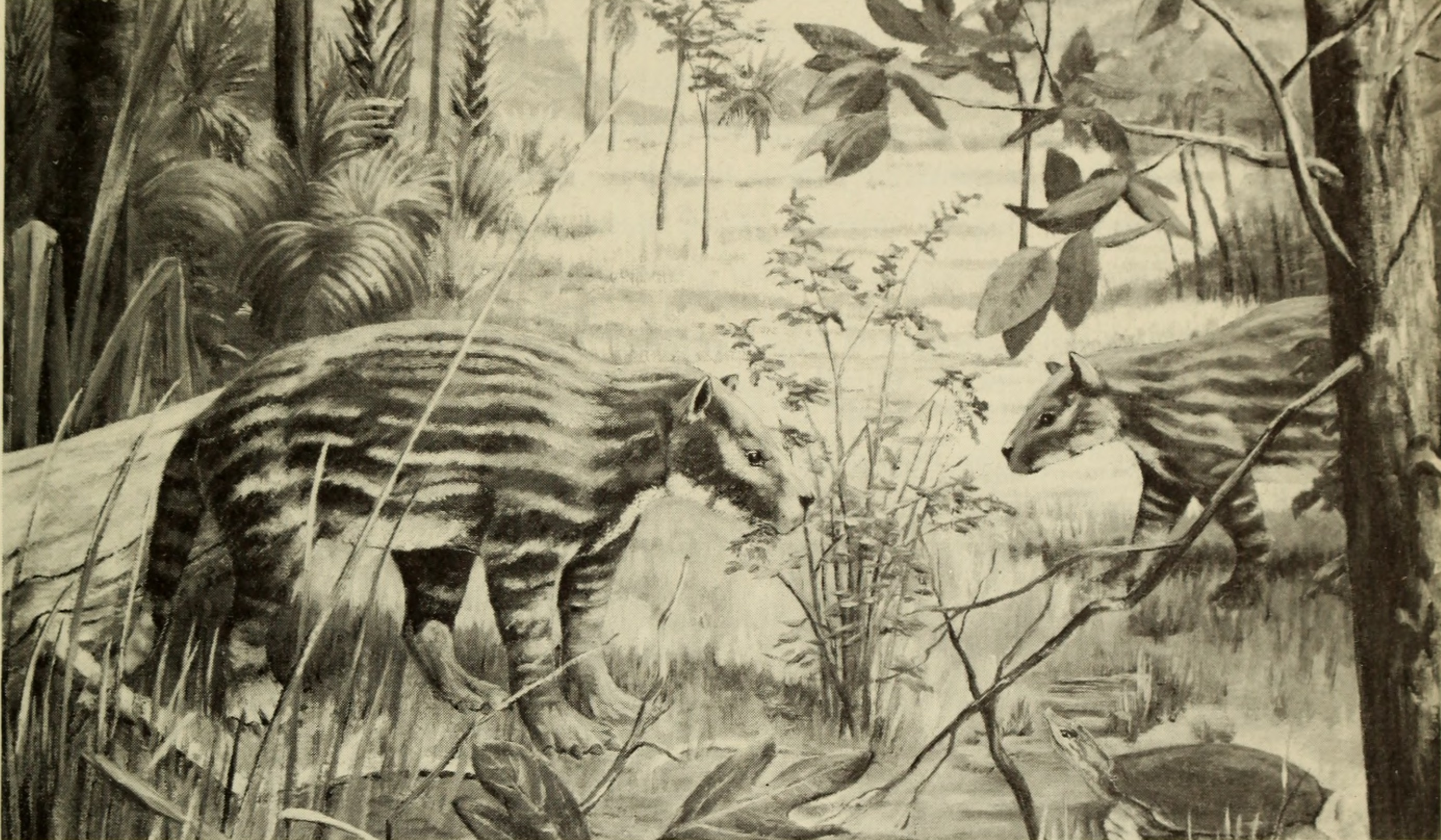
Ricostruzione di Ectoconus

I paleontologi attualmente riconoscono due specie di Ectoconus: E. ditrigonus, la più grande e robusta, ed E. symbolus, più piccola e leggera. Uno scheletro perfettamente conservato e ascritto alla specie E. majusculus (ora classificato come E. ditrigonus) è stato rinvenuto nel Nuovo Messico negli anni '30. Questa scoperta fa di Ectoconus uno dei mammiferi meglio conosciuti del suo periodo. Un'altra specie descritta più recentemente, E. cavigellii, è stata in seguito ascritta alla specie E. symbolus. Fossili di Ectoconus sono stati scoperti in Nuovo Messico, Utah, Wyoming e Colorado.

## Paleoecologia
La dieta dell'ectocono doveva essere erbivora: questo animale, forse, si cibava soprattutto di fogliame e altri vegetali. È possibile che questo animale fosse in grado di dissotterrare radici, scavando con le possenti zampe.